# シュワルツシルト半径
シュワルツシルト半径（シュワルツシルトはんけい、英語: Schwarzschild radius）とは、ドイツの天文学者、カール・シュヴァルツシルトがアインシュタイン方程式から導出した、シュワルツシルト解を特徴づける半径である。シュヴァルツシルト半径やシュバルツシルト半径とも表記される。

## 概要
1916年、カール・シュヴァルツシルトはアインシュタインの重力場方程式の解を求め、非常に小さく重い星があったとすると、その星の中心からのある半径の球面内では曲率が無限大になり（下記にあるように、現在はこの考えは誤りとされている）、光も脱出できなくなるほど曲がった時空領域が出現することに気づいた。その半径をシュワルツシルト半径 (英語: Schwarzschild radius) または重力半径と呼び、シュワルツシルト半径よりも小さいサイズに収縮した天体はブラックホールと呼ばれる。
天体の質量を M、光速度を c、万有引力定数を G とすると、そのシュワルツシルト半径 rg は、
{\displaystyle r_{\rm {g}}={2GM \over c^{2}}}
と表される。
この表式と同じ結果は以下のようにしてニュートン力学からも導き出すことができ、次のとおりである。
質量 M、半径 r の天体表面からの脱出速度 vesc を考えると、エネルギー保存則により
{\displaystyle {\frac {1}{2}}mv_{\rm {esc}}^{2}=G{\frac {mM}{r}}}
であるから
{\displaystyle v_{\rm {esc}}={\sqrt {\frac {2GM}{r}}}}
となる。ここで vesc = c と置いて、脱出速度が光速 c に等しくなる時の天体の半径 r を求めれば、上記と同じ重力半径の式が得られる。実際、18 世紀末にイギリスのミッチェルやフランスのラプラスがこのような考察から、ある程度以上質量が大きく半径が小さい星から放たれた光は星の外に出ることができないと考えた。
ただしこのニュートン力学的考察での脱出速度は物体が無限遠まで到達するのに要する初速度なので、最終的に戻ってくるならば一時的に有限の距離まで飛び出すことは可能である。これに対し、一般相対性理論の解としてのシュワルツシルト半径は、重力による曲率の歪みが大きくなることによって起こり、この半径から外には一瞬たりとも出ることができない、という違いがある。なお、シュヴァルツシルトは、シュワルツシルト半径を曲率が無限大になる半径として求めたが、実際にはこれは座標の取り方による一種のメトリックであり、曲率が無限大になるのは r = 0 の特異点である。

## 例
既知で最も重いブラックホールであるOJ 287は、太陽の180億倍の質量を持つ。OJ 287のシュワルツシルト半径は約530億kmにもなる。これは冥王星の平均公転半径の9倍にも達する。逆に、既知で最も軽いブラックホールであるIGR J17091-3624は、太陽の3倍の質量を持ち、シュワルツシルト半径は8.9km程度である。
また、仮に太陽と同じ質量のブラックホールが存在すれば、シュワルツシルト半径は約3km である(ただし恒星進化の理論から、太陽質量程度の星はブラックホールにはならないことが分かっている)。同様に、地球質量のシュワルツシルト半径は約0.9cmになる。銀河中心にあると考えられている108 太陽質量程度の超大質量ブラックホールのシュワルツシルト半径は天文単位のスケールとなる。
シュワルツシルト半径を持つ質量に下限はなく、いかなる微小な質量に対しても、シュワルツシルト半径が定まる。そのため、素粒子質量のシュワルツシルト半径も計算上存在することになるが、プランク長以下である。素粒子に大きさがないとすると、シュワルツシルト半径の存在は無視できない。しかし、プランク長以下の長さで物理的な意味を持つものが存在するのかどうかはわかっていない。